# Јожек Хорват Муц
Јожек Хорват Муц (Мурска Собота, 21. октобар 1965) је словеначки и ромски књижевник и ромолог.

## Биографија
Од ране младости укључен је у активности на еманципацији Рома у Словенији. Дуго година је био уредник ромских листова и часописа у Словенији. Последњих десетак година бави се научним радом и писањем прозе и поезије. Објавио је сљедећа дела: Легенда(1993), Крвава вода/Ратфалу пауњи (1999), Хегедува/Виолина (2002), Циганга Ирина (2006), Ciden andi mro aunav/Zaigrajte v mojem imenu (2005) Амаро дром/Наша пот (2006), 20 година Ромске уније Мурска Собота 1990−2010 (2010). Заједно са Рајком Ђурићем објавио је Историју ромске књижевности (2010), а у коаторству са Ђурићем и Драгољубом Ацковићем објавио је: Ромски симболи (2011), Romska skupnost v RS / Zgodovina in kultura Romov (2011), Ромски језик I/Romani čhib (2002), Ромски језик II/Romani čhib II (2006), Помен ромских глаголов (2010), Ромски језик – основа за разумевање ромске згодовине ин културе (2011) Дугогодишњи је уредник часописа Romano them/Ромски свет, Ромски зборников I, II, III, IV, VI, VIII и уредник часописа Романо невипе/Ромске новице.
Као члан Свjетске организације Рома и члан Европског ромског форума при Савјету Европе учествовао је у формирању стратегије за образовање Рома и стандардизацији ромског језика у Европској унији.
Одликован је 2000. Почасним знаком слободе Републике Словеније "за залагање за добробит ромске заједнице у Словенији, посебно у општини Тишина"..
Председник је Савеза Рома Словеније, живи и ради у Мурској Соботи.